# Dominion (gra)
Dominion – gra karciana z gatunku eurogier wydana w 2008 roku przez Rio Grande Games. Gra została laureatem nagród Deutscher Spiele Preis 2009 oraz Spiel des Jahres 2009.
Gracze wcielają się w monarchów, którzy od pokoleń rządzą niewielkimi królestwami. Konkurują ze sobą w powiększaniu swoich terenów, zatrudniają sługi, ulepszają zamki, wypełniają skarbiec bogactwami.
W roku 2016 pojawiła się druga edycja gry, w której usunięto część kart, na ich miejsce dodając nowe.

## Przebieg gry
Podstawowym celem gry jest zdobycie jak największej liczby punktów. Cel ten osiąga się poprzez budowanie talii z dostępnych w danej rozgrywce kart. Karty w Dominion dzielą się na cztery zasadnicze typy:
- Akcja – podstawowy typ kart nadający dynamikę rozgrywce; za ich pomocą gracze mogą wpływać na przebieg gry poprzez wykonywanie opisanych na nich instrukcji;
- Skarb – karty pozwalające opłacać koszty zakupu nowych kart do talii; dostępne nominały to: Miedziaki (1), Srebrniki (2), Złoto (3);
- Zwycięstwo – karty reprezentujące punkty; nie mają bezpośredniego wpływu na rozgrywkę, ale suma punktów w talii gracza po zakończeniu partii decyduje o zwycięstwie; wartości punktowe kart to: Posiadłość (1), Powiat (3), Prowincja (6);
- Klątwa – karty reprezentujące ujemne punkty; można je otrzymać w wyniku zagrania przez innych graczy niektórych kart Akcji;

Istnieją również typy dodatkowe (Reakcja, Atak) które nigdy nie występują samodzielnie (zawsze jest to np. Akcja – Atak, Akcja – Reakcja itp.).

Podstawowa wersja gry zawiera 25 rodzajów kart Akcji (Milicja, Wiedźma, Kuźnia etc.), a każdy rodzaj liczy 10 jednakowych kart. Do pojedynczej rozgrywki wybiera się lub losuje 10 rodzajów kart, które będą mogły być kupione i wykorzystane przez graczy w danej rozgrywce. W każdej rozgrywce wykorzystuje się również wszystkie karty Skarbu oraz karty Zwycięstwa (jest ich mniej w rozgrywce dla 2 graczy). Na stole wykłada się także karty Klątwy odpowiednio do ilości graczy. Wszystkie karty układa się odkryte w niezależne stosy zawierające tylko karty danego rodzaju.
Tura gracza składa się z 3 faz:
- Akcji – zagrywane są karty Akcji;

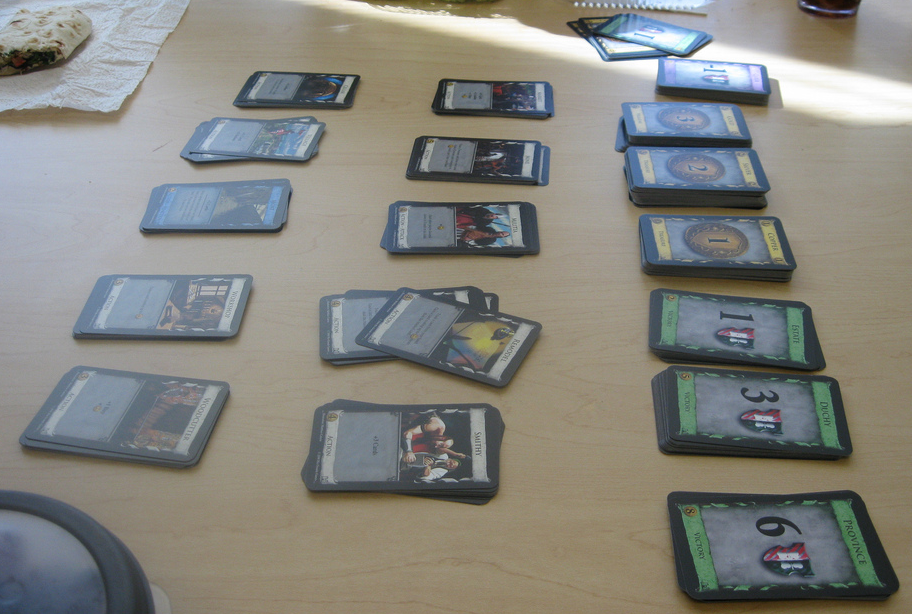
Karty do dobierania na stole ułożone według rodzajów

- Zakupu – gracz może kupić kartę spośród dostępnych na stole opłacając jej cenę;
- Porządków – wszystkie zagrane karty i karty z ręki gracza trafiają na stos kart odrzuconych;

Grę rozpoczyna się z talią liczącą 10 kart (7 Miedziaków, 3 Posiadłości). W trakcie rozgrywki wykonuje się akcje i dokonuje zakupów w celu rozbudowania talii i zdobycia jak największej liczby punktów. Rozgrywka kończy się w momencie kupienia przez jednego z graczy ostatniej karty Prowincji lub gdy wykupione zostaną trzy spośród wszystkich stosów znajdujących się na stole.

## Nagrody
- Spiel des Jahres 2009 – wygrana
- Deutscher Spiele Preis 2009 – wygrana
- Golden Geek 2009 – najlepsza gra karciana – wygrana[4]
- Golden Geek 2009 – gra roku – wygrana[4]
- Gra roku 2010 – nominacja[5]
- Mensa select 2009 – wygrana[6]
- Origins Awards 2009 – najlepsza gra karciana – wygrana[7]
- Meeples’ Choice Award 2008
- Golden Geek 2010 – najlepszy dodatek – wygrana dodatku Złoty Wiek[8]

## Dodatki
Do gry wydano szereg dodatków, wprowadzających więcej rodzajów kart, także karty innego typu niż zawarte w wersji podstawowej gry. Są to następujące tytuły:
- Intryga[9] (2009) – 25 nowych rodzajów kart. Jedyny dodatek samodzielny, w który można grać bez posiadania wersji podstawowej gry. Druga edycja, z roku 2016, jest już dodatkiem niesamodzielnym, gdyż usunięto z niego konieczne do rozgrywki karty Skarbu, Klątwy i Zwycięstwa. W przypadku połączenia z zestawem podstawowym pojawia się możliwość gry nawet w 6 osób. Dodatek ten również wprowadza karty podwójnego typu (czyli takie, gdzie występują dwa typy podstawowe na jednej karcie) – np. Akcja – Zwycięstwo, czy Skarb – Zwycięstwo.
- Przystań[10] (2009, polskie wydanie 2016) – 26 nowych rodzajów kart (razem 262 sztuki). Wprowadza nowy typ kart, karty Następstwa, które zostają na stole do kolejnej tury gracza. Pierwszy dodatek, który oprócz kart wprowadza żetony: Embarga i Monet.
- Złoty wiek[11] (2010, polskie wydanie 2016) – 25 nowych rodzajów kart, żetony zwycięstwa i monet. Wprowadza nowy rodzaj karty Skarbu: Platyna i nowy rodzaj karty Zwycięstwa: Kolonia. Wprowadza również karty Skarbu, które mają dodatkowe działanie (oprócz produkowania pieniędzy).
- Alchemy (2010, brak polskiego wydania) – 12 nowych rodzajów kart. Wprowadza nowy rodzaj waluty: Eliksir (Potion).
- Hinterlands (2011, brak polskiego wydania) – 26 nowych rodzajów kart.
- Róg obfitości[12] (2011, polskie wydanie 2012) – 13 nowych rodzajów kart. Wprowadza nowy typ karty: Nagroda.
- Dark Ages (2012, brak polskiego wydania) – 35 nowych rodzajów kart. Wprowadza nowe typy kart: Rycerz (Knight), Schronienie (Shelter) oraz Ruiny – te ostatnie możemy dawać przeciwnikom, by utrudniać im grę
- Guilds (2013, brak polskiego wydania) – 13 nowych rodzajów kart, żetony monet.
- Adventures (2015, brak polskiego wydania) – 30 nowych rodzajów kart, żetony. Wprowadza nowe typy kart: Zdarzenia (Event) oraz Rezerwa (Reserve)
- Imperium[13] (2016, polskie wydanie 2017) – 28 nowych rodzajów kart oraz nowe typy kart: Krajobraz, Zamek. Wprowadza żetony Długu. Zawiera także żetony Zwycięstwa i karty Zdarzeń.
- Nocturne (2017, brak polskiego wydania) – 33 nowe rodzaje kart. Wprowadza nową fazę gry: Noc (Night), w której można zagrywać karty Nocy (jest to nowy typ kart). Pojawiają się także nowe typy kart: Fate, Doom, Heirloom, Hex, Boon, State, Spirit, Zombie.
- Renaissance (2018, brak polskiego wydania) – 25 nowych rodzajów kart. Nowe typy kart: Artefakt, Projekt, żetony monet oraz drewniane kostki.

## Karty promo
Do gry wydano szereg kart promocyjnych, możliwych do kupienia osobno. W każdym zestawie znajduje się 11 kart jednego rodzaju. Lista kart promo:
- Poseł (2008),
- Czarny rynek (2009),
- Zaskórniak (2010),
- Kasztel (2011),
- Gubernator (2011),
- Książę (2014),
- Summon (2015, brak wydania polskiego),
- Sauna/Przerębel (2016),
- Dismantle (2017, brak wydania polskiego),
- Church (2019, brak wydania polskiego),
- Captain (2019, brak wydania polskiego).